# Lac Preissac
Pour les articles homonymes, voir Preissac (homonymie).
Le lac Preissac est un plan d'eau douce situé sur le territoire de la municipalité de Preissac  (MRC Abitibi) et de la ville de Rouyn-Noranda, dans la région administrative de l'Abitibi-Témiscamingue, au Québec, au Canada.
Annuellement, la surface du lac est généralement gelée de la mi-novembre à la fin avril, néanmoins, la période de circulation sécuritaire sur la glace est habituellement de la mi-décembre à la mi-avril.
La foresterie constitue la principale activité économique du secteur ; les activités récréotouristiques sont en second à cause de la connexité des lacs Chassignolle et Cadillac. En sus, les rivières avoisinantes permettent à la navigation de plaisance d’aller encore plus loin.

## Géographie
Les bassins versants voisins du lac Preissac sont :
- côté nord : rivière Kinojévis, rivière Villemontel ;
- côté est : lac Cadillac (lac Preissac), rivière Cadillac, lac Malartic, rivière Harricana ;
- côté sud : rivière Bousquet, rivière Blake ;
- côté ouest : Lac Chassignolle, lac Fontbonne, rivière La Pause.

Le lac Preissac est situé à 42,6 km à l'est de la ville de Rouyn-Noranda, au nord-est du village de Rivière-Héva, au nord du village de Cadillac et au sud du village de Preissac. Le lac est situé dans le canton Preissac qu'il occupe en grande partie. Le lac Preissac, bien qu'il s'écoule vers le nord par la Rivière Kinojévis, fait partie du bassin versant du Fleuve Saint-Laurent.
Le lac Preissac fait partie d'un ensemble de plans d'eau interconnectés (altitude : 301 m) : lac Fontbonne, lac Chassignolle, lac Cadillac (lac Preissac) et lac Kapitagama. Une grande presqu'île rattachée à la rive nord s'avance vers le sud et sépare le lac Preissac avec ses deux voisins (à l'ouest), les lacs Fontbonne et Chassignolle. Le lac Preissac comporte une quinzaine d'îles dont trois sont plus importantes (notamment l'île aux Dorés).
D'une superficie de 73 km2, le lac Preissac constitue le plan de tête principal de la rivière Kinojévis, tributaire de la rivière des Outaouais. L'embouchure du lac est située au fond d'une petite baie située au nord du lac à l'est de la pointe à Curvin. Le ruisseau Sigouin coulant en parallèle à la rive nord du lac s'écoule vers l'ouest jusqu'à cette baie. Les principales baies du lac Preissac sont : Kewagama (au sud-est), anse à Cormier (à l'embouchure de la rivière Blake, située au sud), "baie du Six" (située au nord).
La municipalité de Preissac s'étend à l'extrémité nord du lac, près de la source de la rivière Kinojévis. Plusieurs lacs et cours d'eau approvisionnent le lac Preissac dont :
- venant du nord : ruisseau Molin (via le lac Fontbonne) ;
- venant du sud : rivière Blake et rivière Bousquet (via le lac Chassignolle) ;
- venant de l'ouest : les lacs Fontbonne et Chassignolle, ainsi que la rivière La Pause.

Les premiers explorateurs de la région considéraient le lac Fontbonne et le Lac Chassignolle comme faisant partie du lac Preissac.

## Toponymie
La désignation "lac Preissac" figure sur une carte de 1907 sous "Kaewagama" ; il s'agit d'une appellation algonquine parfois orthographiée "Kewagama" ou "Kiwagama", signifiant "lac qui semble s'en retourner". Cette désignation a été traduite en anglais par Turn Back From Lake sur certains documents cartographiques. Vers 1923, l'appellation de ce plan d'eau a été changée pour adopter l'appellation du canton qui évoque un officier du régiment de Berry qui vécut à la fin du Régime français au Canada.
L'hydronyme "lac Preissac" a été officialisé le 5 décembre 1968 à la Commission de toponymie du Québec, soit à la création de la Commission.